# Geoffrey Howe

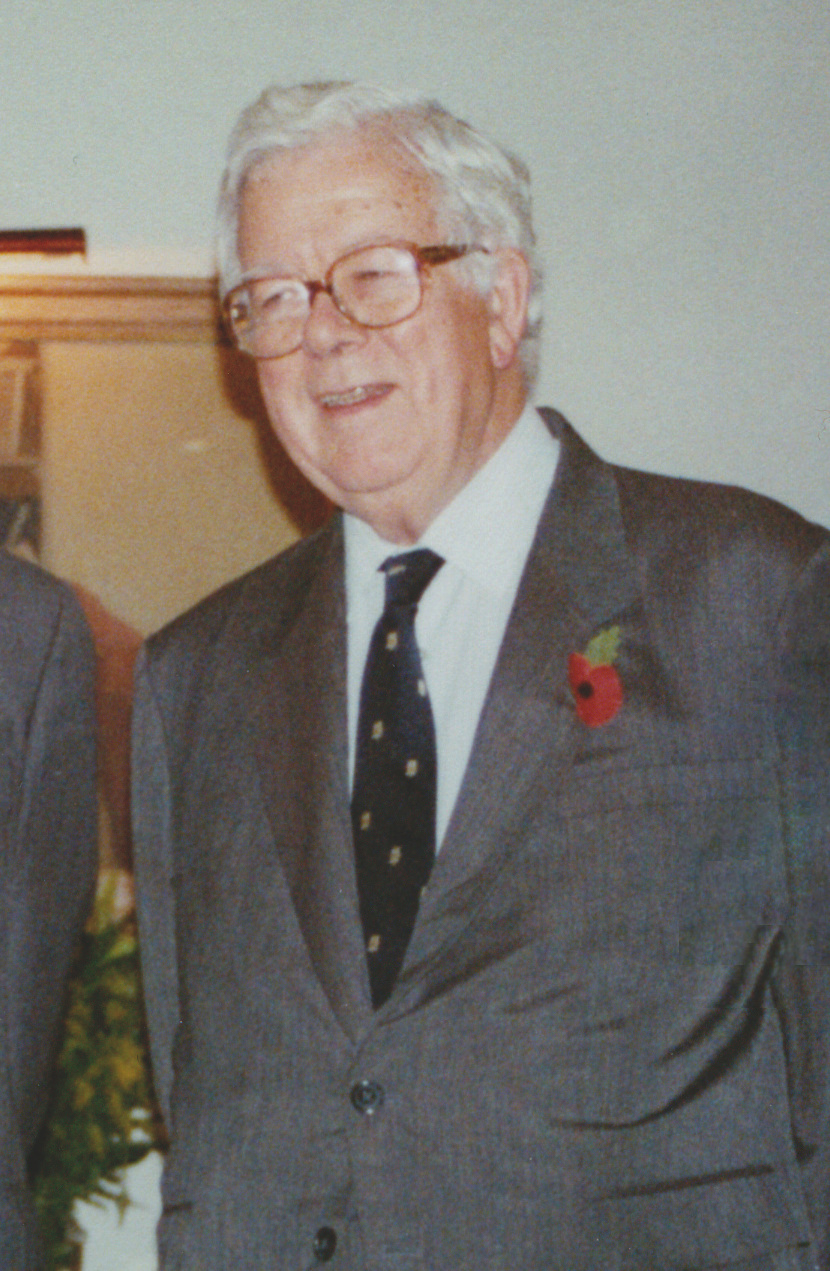
Sir Geoffrey Howe 2003.

Richard Edward Geoffrey Howe, baron Howe av Aberavon, född 20 december 1926 i Port Talbot i Neath Port Talbot i Wales, död 9 oktober 2015 i Idlicote i Warwickshire, var en brittisk politiker som representerade konservativa partiet. Han var finansminister 1979–1983, utrikesminister 1983–1989, biträdande premiärminister (Deputy Prime Minister), Lord President of the Council och underhusledare 1989–1990. Han var den minister som tjänstgjorde längst tid i Margaret Thatchers regeringar och avgick i protest mot Thatchers EU-kritiska hållning 1 november 1990, vilket bidrog till Thatchers eget fall tre veckor senare. 
Howe var utbildad jurist från Cambridge University och tjänstgjorde som Solicitor General 1970–1972. Han var ledamot av underhuset från 1964 och var konservativa partiets skuggfinansminister 1975–1979.